# Санту-Антониу-ди-Жезус (микрорегион)
Санту-Антониу-ди-Жезус (порт.-браз. Santo Antônio de Jesus) — микрорегион в Бразилии, входит в штат Баия. Составная часть мезорегиона Агломерация Салвадор. Население составляет 539 858 человек (на 2010 год). Площадь — 5650,985 км². Плотность населения — 95,53 чел./км².

## Демография
Согласно сведениям, собранным в ходе переписи 2010 г. Национальным институтом географии и статистики (IBGE), население микрорегиона составляет:						
| Полное население                             | Полное население                             | Полное население                             | Полное население                             | 539 858 |
| -------------------------------------------- | -------------------------------------------- | -------------------------------------------- | -------------------------------------------- | ------- |
| в том числе:                                 | Городское население                          | 355 414                                      | Процент городского населения, %              | 65,83   |
|                                              | Сельское население                           | 184 444                                      | Процент сельского населения, %               | 34,17   |
|                                              | Мужское население                            | 261 256                                      | Процент мужского населения, %                | 48,39   |
|                                              | Женское население                            | 278 602                                      | Процент женского населения, %                | 51,61   |
| Плотность населения, чел/км²                 | Плотность населения, чел/км²                 | Плотность населения, чел/км²                 | Плотность населения, чел/км²                 | 95,53   |
| Население микрорегиона в % к населению штата | Население микрорегиона в % к населению штата | Население микрорегиона в % к населению штата | Население микрорегиона в % к населению штата | 3,85    |

## Статистика
- Валовой внутренний продукт на 2003 год составляет 1 430 541 745,00 реалов (данные: Бразильский институт географии и статистики).
- Валовой внутренний продукт на душу населения на 2003 год составляет 2745,81 реалов (данные: Бразильский институт географии и статистики).
- Индекс развития человеческого потенциала на 2000 год составляет 0,677 (данные: Программа развития ООН).

## Состав микрорегиона
В составе микрорегиона включены следующие муниципалитеты:
1. Аратуипи
2. Кабасейрас-ду-Парагуасу
3. Кашуэйра
4. Кастру-Алвис
5. Консейсан-ду-Алмейда
6. Крус-даз-Алмас
7. Дон-Маседу-Коста
8. Говернадор-Мангабейра
9. Жагуарипи
10. Марагожипи
11. Мунис-Феррейра
12. Муритиба
13. Назаре
14. Салинас-да-Маргарида
15. Санту-Амару
16. Санту-Антониу-ди-Жезус
17. Сапеасу
18. Саубара
19. Сан-Фелипи
20. Сан-Фелис
21. Варзеду